# Universidad India y Caribeña de Bluefields

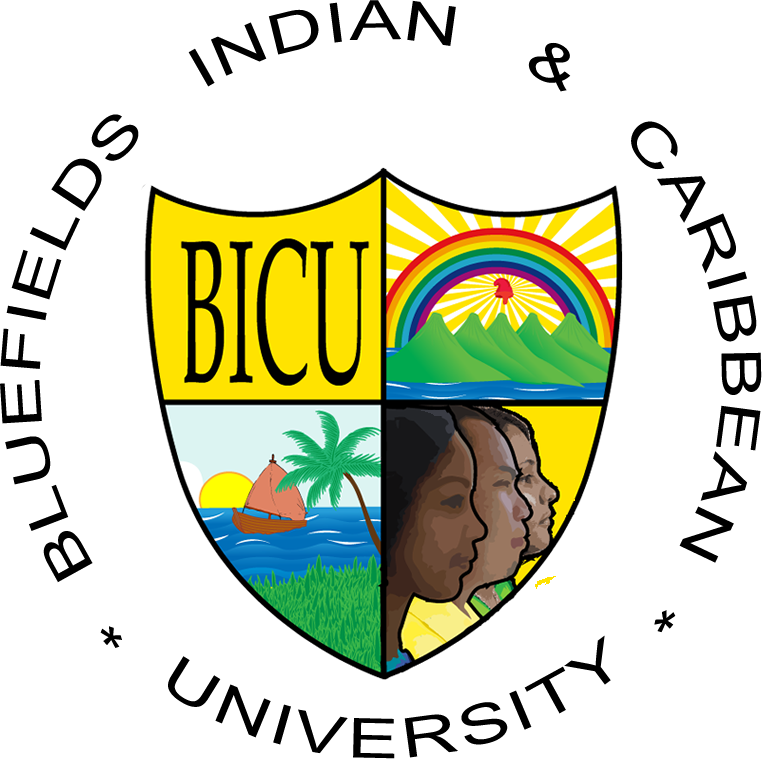
Logotipo oficial

La Universidad India y Caribeña de Bluefields (en inglés y de forma oficial: Bluefields Indian and Caribbean University) es una de las dos universidades de la Costa Caribe de Nicaragua.

## Reseña histórica
La institución fue fundada el 6 de junio de 1991 en la ciudad de Bluefields, Región Autónoma de la Costa Caribe Sur (RACCS). 
Recibió autorización del Consejo Nacional de Universidades de Nicaragua (CNU) el 5 de marzo de 1992 y la Asamblea Nacional le otorgó personería jurídica en febrero de 1993, misma que fue publicada en la Gaceta n.º 84 diario oficial del 6 de mayo de 1993. Esta institución pasó a ser miembro pleno del Consejo Nacional de Universidades por la ley n.º 218, aprobada en sesión de la Asamblea Nacional del 13 de abril de 1996 y publicada en la Gaceta el 5 de septiembre de 1996.
Fue declarada Universidad Oficial de la Región Autónoma de la Costa Caribe Sur en la VIII Sesión Ordinaria de la primera legislatura el 23 de febrero de 1994 del Consejo Regional Autónomo Atlántico Sur.

## Sedes
Su sede central está en la ciudad de Bluefields, pero también tiene sedes en:
- Pearl Lagoon (Laguna de Perlas).
- Corn Island (Isla del Maíz).
- El Rama.
- Paiwas.
- Bilwi (Puerto Cabezas).
- Waspán.
- Bonanza.

Actualmente se habilitaron dos ubicaciones geográficas más, bajo el Programa Universidad en el Campo (UNICAM) en los municipios de La Cruz de Río Grande y Karawala.

## Clasificación
La BICU es una entidad universitaria de carácter pública y es miembro del Consejo Nacional de Universidades de Nicaragua. 

## Órganos de gobierno
Órganos de Gobierno.
Los órganos de Gobierno y Administración de BICU son: 
- Consejo Universitario
- Consejo de Núcleo
- Consejo de Facultad
- Consejo de Extensiones
- Dirección Técnica.

## Misión y visión
Misión
La Bluefields Indian and Caribbean University, es una institución educativa, comunitaria e intercultural, que a través de sus programas académicos, de investigación y extensión, contribuye al desarrollo de los pueblos indígenas, afrodescendientes y mestizos de la Costa Caribe Nicaragüense, mediante la formación de profesionales, técnicos y líderes comunales, con competencias humanísticas, científicas y tecnológicas.
Visión
Ser una Universidad líder en Educación Superior Comunitaria e Intercultural en la Costa Caribe Nicaragüense, con prestigio Regional, Nacional e Internacional.